# Enciklopedija moderne Ukrajine
Enciklopedija moderne Ukrajine (ukrajinsko Енциклопедія Сучасної України (ЕСУ)), skrajšano EMU, je nacionalna enciklopedija Ukrajine v več zvezkih. Gre za akademski projekt Inštituta za enciklopedične raziskave Nacionalne akademije znanosti Ukrajine. Danes je delo na voljo v tiskani izdaji in na spletu.
EMU zagotavlja celovito podobo sodobne Ukrajine, ki opisuje dogodke, institucije, organizacije, dejavnosti, pojme in ljudi od začetka 20. stoletja do danes. Zajema vsa področja življenja v Ukrajini in odraža trenutne poglede na zgodovinske dogodke in osebnosti.

## Papirna izdaja
Prva izdaja je v teku. Načrtovanih je 30 zvezkov — do leta 2020 je bilo izdanih 22 zvezkov in je že postala najobsežnejša papirna enciklopedija o Ukrajini doslej.
EMU je že večkrat zasedla vodilna mesta v ukrajinski nacionalni oceni 'Knjiga leta', prejela je številne diplome, zlasti leta 2003 je postala nagrajenka ukrajinskega nacionalnega programa "Oseba leta-2002" v kategoriji "Kulturni projekt leta".

## Spletna enciklopedija
EMU se je na spletu predstavila javnosti oktobra 2014 in je še vedno v razvoju (seznam člankov je nepopoln). Vsa vsebina spletne enciklopedije je na voljo brezplačno. Zdaj je med priljubljenimi ukrajinskimi objavljenimi spletnimi mesti z okoli 100 tisoč unikatnimi obiskovalci na mesec in z več kot 1 milijonom obiskovalcev na leto). Članki na spletni strani enciklopedije so organizirani po temah: vesolje in zemlja, ljudje, skupnost, znanost in humanistika, kultura.